# Кураускас, Генрикас
Генрикас Кураускас (лит. Henrikas Kurauskas; 10 февраля 1929, Каунас — 20 декабря 1993, Вильнюс) — литовский советский актёр театра и кино. Народный артист Литовской ССР (1979). Лауреат Государственной премии Литовской ССР (1959).

## Биография
Родился в 1929 году в Каунасе.
В 1947 году играл в каунасской футбольной команде «Локомотив», в составе которой стал чемпионом Литовской ССР по футболу 1947 года.
В 1948 году окончил студию при Каунасском драматическом театре, в котором затем играл в 1949—1952 годах.
В 1952 году проходил стажировку в Москве в Государственном институте театрального искусства им. А. В. Луначарского.
В 1954—1990 годах — актёр Литовского государственного драматического театра, на сцене которого сыграл более 100 ролей.
Активно снимался в кино, приняв участие в более 40 фильмах.
Критикой давалась высокая оценка его игры как в театре так и в кино.

Спектакли Литовского академического театра драмы с участием Генрикаса Кураускаса всегда радуют зрителей.— журнал «Огонёк», 1961

Генрикас Кураускас, актёр, известный не только по спектаклям театра, но и по кинофильмам, телевизионным и радиопостановкам.— журнал «Театр», 1971
В 1959 году за исполнении главной роли Юлоса Янониса в одноимённом фильме удостоен Государственной премии Литовской ССР.
В 1979 году присвоено звание Народного артиста Литовской ССР.
Умер в 1993 году в Вильнюсе.

## Фильмография
- 1959 — Юлюс Янонис / Julius Janonis — Юлюс Янонис — главная роль
- 1966 — Лестница в небо / Laiptai į dangų — Паулюс Шаткаускас, муж Ингриды
- 1967 — Весна на Одере — Плотников
- 1968 — Эксперимент доктора Абста — Мюллер
- 1970 — Секундомер — Пётр Евдокимович Баулин, тренер
- 1970 — Чайка — Князьков, сторож в поместье
- 1970 — Руины стреляют… — Вильгельм Кубе, генеральный комиссар, гауляйтер Белоруссии
- 1971 — Раны земли нашей / Žaizdos žemės mūsų — полковник Пилькявичюс
- 1973 — Подводя черту / Ties riba -Станкявичюс
- 1972 — Тадас Блинда / Tadas Blinda — пан Крапинский
- 1974 — Пламя — Тейнкампфер — главная роль
- 1975 — Время-не-ждёт — Голдсуорти
- 1975 — Смок и Малыш / Smokas ir Mažylis —
- 1975 — Тревоги осеннего дня / Nerami rudens diena — Буткус — главная роль
- 1976 — Время выбрало нас — Хельмут Бесслер, немецкий полковник, писатель
- 1977 — Почему плакали сосны? / Ko verkė pušys? — подпольщик
- 1978 — Смилуйся над нами / Pasigailėk mūsų — отец Альгиса
- 1979 — Чёртово семя / Velnio sėkla — кузнец
- 1980 — Встречи с 9 до 9 /Rungtynės nuo 9 iki 9 — Эйгирдас
- 1980 — Половодье — Величко
- 1981 — Американская трагедия / Amerikietiška tragedija — Эйси Грифитс, отец Клайда
- 1981 — Игра без козырей /Lošimas be kozirių — следователь прокуратуры
- 1982 — Английский вальс / Anglų valsas — Хоуп, полковник
- 1983 — Ученик дьявола / Velnio mokinys (фильм-спектакль) — Энтони Эндерсон — главная роль
- 1983 — Чёрный замок Ольшанский — Хилинский, следователь МГБ
- 1984 — Девять кругов падения / Devyni nuopuolio ratai — епископ
- 1985 — Переступить черту — Викентий Войнаровский, делец, влюбленный в Калязину
- 1987 — Вельд — Стоун, отец Майкла, полковник
- 1987 — Отец / Tėvas (фильм-спектакль) — отец — главная роль
- 1988 — Большая игра / Голямата игра (СССР, Болгария) — Вальтер Цор, бывший нацист
- 1988 — Корни травы / Žolės šaknys — старый Лепарскис
- 1989 — Осень приходит лесами / Miškais ateina ruduo — эпизод
- 1989 — Село Степанчиково и его обитатели — Фома Опискин — главная роль
- 1993 — Чёртовы куклы — Бруно Клоцвиг
- 1992 — Рэкет — Евгений Петрович Гридасов